# 500 Days of Summer
(500) Days of Summer is een romantische drama/komediefilm uit 2009. Het script is geschreven door Scott Neustadter en Michael H. Weber. De film is geregisseerd door Marc Webb en geproduceerd door Mark Waters. (500) Days of Summer is een onafhankelijke film en werd verdeeld door Fox Searchlight Pictures. De film ontving een staande ovatie na de première op het Sundance Film Festival in 2009. Amerikaanse bioscopen brachten de film uit in augustus 2009.
Door middel van flashbacks en -forwards vertelt de film het verhaal van de romance tussen Tom Hansen en Summer Finn. Dit was de eerste langspeelfilm van regisseur Marc Webb. Daarvoor maakte hij vooral videoclips.

## Verhaal
Tom Hansen ontmoet op 8 januari Summer Finn, de nieuwe assistente van zijn baas. Tom is architect van opleiding maar werkt als een schrijver bij een wenskaartbedrijf in Los Angeles. Na een karaokeavond wordt Tom verliefd op Summer. Ondanks dat Summer vertelt dat ze niet in ware liefde gelooft en geen relatie wil, groeien Summer en Tom dichter naar elkaar toe. Ze gaan naar Toms favoriete plek in de stad, waar ze later vaak naartoe gaan. Nadat ze enkele maanden gedatet hebben, krijgen ze hun eerste serieuze ruzie. Op dag 290 beëindigen Tom en Summer hun relatie na het zien van de film The Graduate, die volgens Tom de ware liefde weergeeft. Tom is helemaal van slag door de breuk en daarom vragen zijn vrienden zijn twaalfjarige zus Rachel om hem te kalmeren.
Summer geeft haar baan op bij het wenskaartbedrijf. Omdat Tom zo verdrietig is, moet hij van zijn baas in plaats van vrolijke kaarten rouwkaarten gaan schrijven. Maanden later zijn Summer en Tom op een bruiloft van een (oud-)collega. Ze dansen en Summer vangt het boeket van de bruid. Summer nodigt Tom daarna uit voor een feestje bij haar thuis. Daar ziet hij dat Summer een verlovingsring draagt en hij vertrekt onmiddellijk. Tom belandt in een diepe depressie. Hij verlaat alleen zijn appartement om alcohol en junkfood te halen en zorgt niet goed voor zichzelf. Na een aantal dagen besluit hij om toch weer te gaan werken. Daar krijgt hij een emotionele uitbarsting en neemt ontslag. Hij wil zijn leven over een andere boeg gooien en wijdt zich opnieuw aan de architectuur. Hij solliciteert bij verschillende bedrijven.
Op dag 488 komen Summer en Tom elkaar tegen op Toms lievelingsplekje. Hij vraagt waarom Summer hem heeft verlaten en zij legt uit dat hij gelijk had over het bestaan van ware liefde. Ook vertelt ze dat ze die ontdekt heeft bij iemand anders en dat ze met diegene gaat trouwen. Wanneer Summer wegloopt, roept Tom haar na: Ik hoop echt dat je gelukkig wordt!.
Op woensdag 23 mei, de 500ste dag, woont hij een sollicitatiegesprek bij. Daar ontmoet hij een meisje dat solliciteert voor dezelfde baan. Ze raken met elkaar in gesprek en komen erachter dat ze dezelfde lievelingsplek hebben. Net voordat hij bij het kantoor naar binnen gaat voor het sollicitatiegesprek vraagt hij het meisje of ze een keer met hem uit wil gaan. Ze stemt toe en zegt dat haar naam Autumn is. De teller springt terug op dag 1.

## Rolverdeling
- Joseph Gordon-Levitt - Tom Hansen
- Zooey Deschanel - Summer Finn
- Chloë Grace Moretz - Rachel Hansen
- Geoffrey Arend - McKenzie
- Matthew Gray Gubler - Paul
- Clark Gregg - Mr. Vance
- Rachel Boston - Alison
- Minka Kelly - Autumn
- Patricia Belcher - Millie
- Richard McGonagle - verteller

## Trivia
- Zooey Deschanel en Joseph Gordon-Levitt werkten eerder al samen in de film Manic (2001).
- In Summers appartement kunnen we een bolhoed met een appel erop zien. Dit verwijst naar het schilderij Le fils de l'homme van de Belgische schilder René Magritte, die Summer al eerder had aangewezen als een van haar favoriete schilders.
- De albumhoes van Morrisseys debuutalbum Viva Hate kunnen we zien in allebei de kinderkamers van Tom en Summer.
- In de eerste versie van het script speelde de film zich af in San Francisco.
- In de flashback waar we Summer ijs zien verkopen kunnen we zien dat Tom in de rij aan het aanschuiven is.
- De documentaire over de vraag: What is love? (Wat is liefde?) was eerst een stuk langer gepland en bevatte interviews van onder andere: Summer, Rachel, Millie en Toms moeder. De lange versie staat wel op de dvd bij extra's.
- Het kantoor van het fictieve bedrijf "New Hampshire Greetings" werd in hetzelfde gebouw opgenomen als Toms appartement.
- De film speelt zich af in 2007-2008. De datum die op de mail van Summer te zien is, is "May 07, 2008". Ze zegt hierin dat ze die week niet kan maar de week erop wel. Daarna vraagt ze of Tom eindelijk klaar is om vrienden te zijn.
- Tom draagt in de film T-shirts van onder andere: Joy Divisions Love Will Tear Us Apart and Unknown Pleasures, en The Clash' London Calling.
- Summers favoriete Beatle is Ringo Starr.
- Ongeveer terwijl de film in de zalen kwam lanceerde de regisseur Marc Webb een korte film waar we Zooey Deschanel kunnen zien als Sid Vicious en Joseph Gordon-Levitt als Nancy Spungen.
- Tom zegt in de film dat Sid Vicious Nancy neerstak met zeven messteken maar het was er eigenlijk maar een.
- Zooey Deschanel koos haar eigen liedje voor de karaoké, namelijk Sugar Town van Nancy Sinatra.